# Charles Homer Haskins
Charles Homer Haskins (Meadville (Pennsylvania), 21 december 1870 - Cambridge (Massachusetts), 14 mei 1937) was een toonaangevende Amerikaanse historicus. Tevens diende hij als adviseur van president Woodrow Wilson.

## Carrière
Haskins studeerde aan de Johns Hopkins-universiteit waar hij in 1890 zijn PhD behaalde. Vervolgens kreeg hij een aanstelling bij de University of Wisconsin-Madison waar hij twaalf jaar zou blijven. In 1902 maakte hij de overstap naar de Harvard-universiteit waar hij werd aangesteld als professor in de geschiedenis. Tevens werd hij aldaar aangesteld als decaan van de Gruaduate School of Arts and Sciences.
Hij was als een van de adviseurs van de Amerikaanse president Woodrow Wilson aanwezig bij de vredesbesprekingen van Versailles in 1919 en hier was hij mede verantwoordelijk voor de oplossing die werd gevonden voor het Saargebied. Een jaar eerder was Haskins boek Norman Institutions uitgekomen wat een verhandeling was van de 11de en 12de-eeuse instituties van het Hertogdom Normandië en hun bijdrage aan de middeleeuwse Engelse bestuur. Daarnaast schreef hij ook uitgebreid over de overdracht van Griekse en Arabische kennis naar West-Europa in de 12de en 13de eeuw. Deze ideeën van Haskins werden wijdverspreid in zijn boek The Renaissance of the Twelfth Century dat in 1927 uitkwam.

## Geselecteerde bibliografie
- The Yazoo Land Companies (1891)
- A History of Higher Education Pennsylvania, i.s.m. William I. Hull (1902)
- The Normans in European History (1915)
- Norman Institutions (1918)
- Some Problems of the Peace Conference, i.s.m. Robert Howard Lord (1920)
- The Rise of Universities (1923)
- Studies in the History of Mediaeval Science (1924)
- The Renaissance of the Twelfth Century (1927)
- Studies in Mediaeval Culture (1929)